# گل‌شیپوریان
گل‌شیپوریان یا تیرهٔ گل شیپوری (به انگلیسی: Araceae) نام تیره‌ای از گیاهان است.
گل‌شیپوریان گیاهانی هستند علفی یا چوبی، بالارونده، دارای شیرآبهٔ تلخ و شیری رنگ، بابرگ‌های معمولاً پهن، دم‌برگ غالباً لُب‌دار، رگبرگ‌های شبکه‌ای، گل‌های یک یا دو جنسی کوچک، بدون دُمگل، گل‌آذین سُنبله، ۴ تا ۶ گلپوش آزاد یا پیوسته یا بدون گلپوش، ۲ تا ۸ پرچم، تخمدان فوقانی یا برهنه، یک خانه‌ای یا بیشتر، یک تخمک یا بیشتر در هر خانه و میوهٔ معمولاً سته؛ این گیاهان بومی نواحی گرمسیری‌اند.

## گونه ها
دارای ۱۰۶ جنس و ۲۹۵۰ گونه است.
نام برخی از آن‌ها:
آنتوریوم
فیلودندرون
آلوکاسیا ( بابا آدم )
آگلونما
دیفن باخیا
برگ انجیری
اسپاتی فیلوم (گل چمچه‌ای)
کالادیوم
مونسترا
گل شیپوری
پتوس
و ...